# Москаль, Роберт Михаил
Ро́берт Михаи́л Моска́ль (укр. Роберт Михайло Москаль, англ. Robert Mikhail Moskal; 24 октября 1937, Карнеги, штат Пенсильвания — 7 августа 2022) — епископ-эмерит Украинской грекокатолической церкви.

## Биография
Три года обучался в Вашингтонской начальной школе города Карнеги, далее — ещё три года — в начальной школе в Шауне (в восточном Карнеги) и два года в средней школе в Кларк Юниор.
В 1951 году поступил в малую семинарию святого Василия Великого в Стемфорде, штат Коннектикут. В 1955 году поступил в большую семинарию Стемфорда и через 4 года защитил диплом бакалавра философии.
3 июня 1961 года принёс первые монашеские обеты и возведен архиепископом Иосифом Шмондюком в поддиакона. 14 апреля 1962 года архиепископом Амвросием Андреем Сенишиным был рукоположён в сан диакона, 25 марта 1963 года в Кафедральном храме Непорочного Зачатия в Филадельфии, штат Пенсильвания, тем же епископом был рукоположён в сан священника для служения на Филадельфийской архиепархии.
В 1963 году получил степень лиценциата богословия в Католическом университете и семинарии святого Иосафата в Вашингтоне.
После рукоположения занимал должность секретаря канцелярии архиепископа Филадельфийского, одновременно создавая приход в городе Варингтоне, штат Пенсильвания. Параллельно обучался в Филадельфийской музыкальной академии и консерватории. Кроме того работал судьёй в архиепархиальном трибунале, а позднее — редактором архиепархиального еженедельника «Шлях».
В 1964 году стал членом совета директоров корпорации «Вознесение», целью которой было обеспечение жильём людей пожилого возраста. На протяжении многих лет был секретарем-казначеем этой организации, а позднее — президентом.
В 1967 году назначен вице-канцлером Филадельфийской архиепархии.
В 1972—1974 годы — настоятель храма Благовещения Пресвятой Богородицы в Мелроуз-Парке (район Филадельфии).
В 1974 году Папа Римский Павел VI именовал его папским капелланом (с титулом «священник-прелат»); кроме того, Роберт Москаль был назначен епархиальным советником, а также канцлером архиепархии и ректором кафедры Непорочного Зачатия Пресвятой Богородицы.
В 1977 году избран на четыре года президентом Ассоциации украинцев-католиков в Америке «Провидіння».
3 августа 1981 года папа римский Иоанн Павел II и Синод Епископов УГКЦ, на котором председательствовал Иосиф Слипый, номинировали прелата Роберта Москаля титулярным епископом Агатопольским, викарий Филадельфийской епархии Украинской Греко-Католической Церкви.
Епископская хиротония состоялась 13 октября того же года в Кафедральном храме Непорочного Зачатия в Филадельфии; хиротонию совершили: архиепископ Стефан Сулик, епископ Василий Лостен, епископ Иннокентий Лотоцкий.
3 декабря 1983 папа римский Иоанн Павел II создал новую униатскую епархию Святого Иосафата в Парме, штат Огайо, и назначил Роберта Москаля её первым епархом. Введение на престол состоялось 29 февраля 1984 года.
29 июля 2009 года папа римский Бенедикт XVI принял отречение Роберта Михаила Москаля с поста епарха Пармского.

## Награды
- Медаль «За труд и доблесть» (20 января 2010 года, Украина) — за весомый личный вклад в дело консолидации украинского общества, развитие демократического, социального и правового государства и по случаю Дня Соборности Украины[6].